# ويليام س. كرويل
ويليام س. كرويل (بالإنجليزية: William C. Crowell)‏ هو مهندس معماري أمريكي، ولد في 1871، وتوفي في 1951.